# UMuziwabantu
uMuziwabantu es un municipio local sudafricano situado en el distrito de Ugu, en la provincia de KwaZulu-Natal.

## Superficie
uMuziwabantu tiene una superficie de 1089 km².

## Demografía
En 2022, tenía 115 780 habitantes, una densidad poblacional de 106,3 hab./km², y 23 319 viviendas.